# Little Heart's Ease
Little Heart's Ease is een plaats in de Canadese provincie Newfoundland en Labrador. De plaats bevindt zich aan de oostkust van het eiland Newfoundland en maakt deel uit van het local service district Caplin Cove-Southport.

## Geografie
Little Heart's Ease ligt aan de zuidelijke oever van Southwest Arm, een 24 km lange zeearm aan Newfoundlands oostkust. Het dorp ligt aan een goed beschermde natuurlijke haven.
Het dorp is gelegen aan provinciale route 204 en ligt ten oosten van Caplin Cove en ten zuidwesten van Butter Cove. Een eind ten noorden van Little Heart's Ease ligt nog de verlaten plaats Clay Pits.

## Geschiedenis
In 2004 kende het gemeentevrije dorp Little Heart's Ease voor het eerst beperkt lokaal bestuur doordat het deel ging uitmaken van het nieuw opgerichte local service district (LSD) Caplin Cove-Southport.

## Demografie
Tussen 1991 en 1996 daalde bevolkingsomvang van Little Heart's Ease van 510 naar 443. Doordat Little Heart's Ease deel is gaan uitmaken van de designated place Caplin Cove-Southport worden er niet langer aparte censusdata voor de plaats bijgehouden.

## Galerij

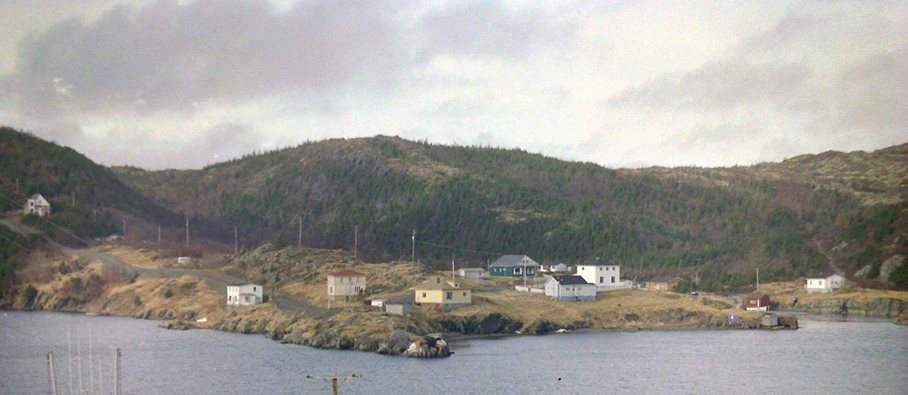
Zicht op Little Heart's Ease
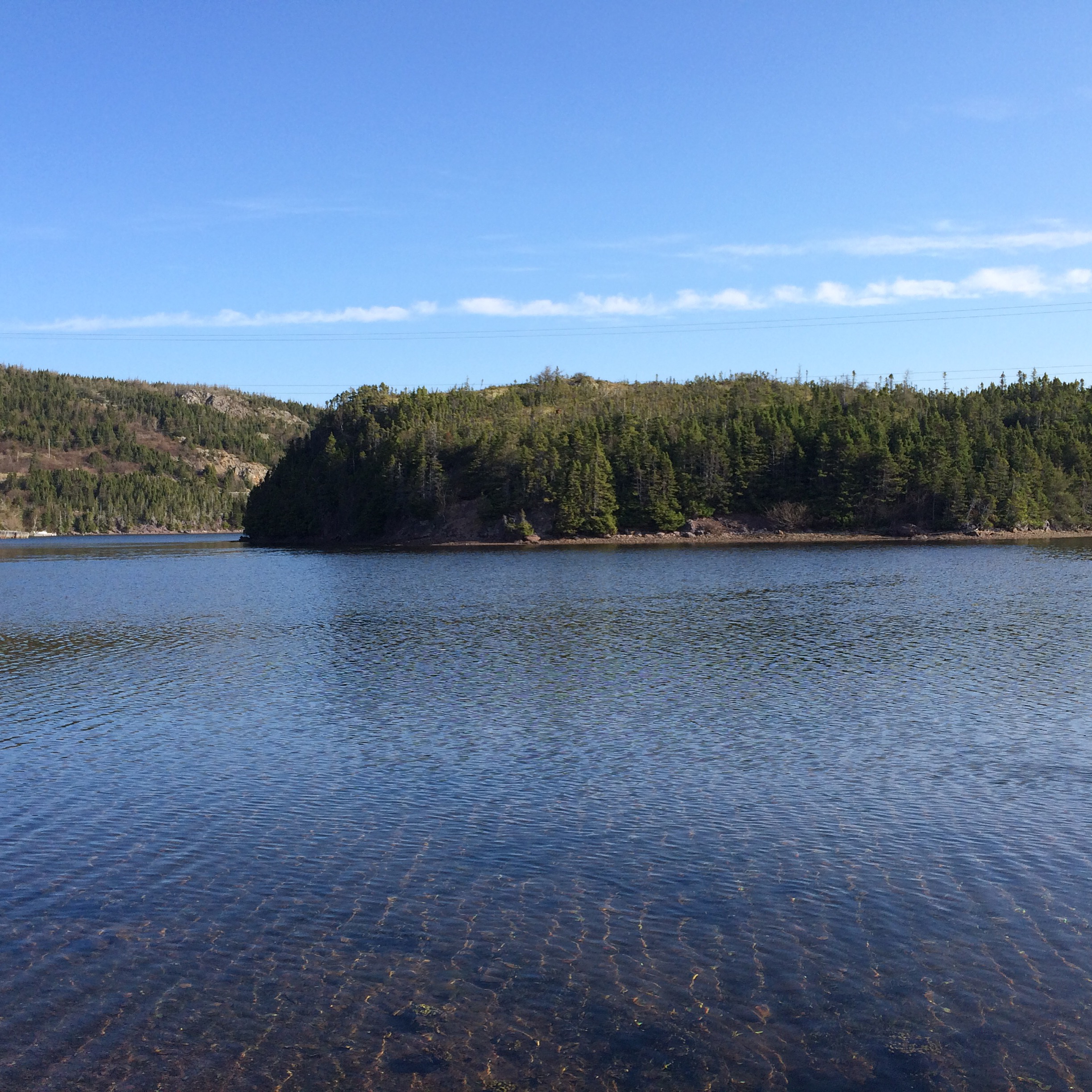
Zuidelijk deel van de natuurlijke haven van het dorp